# فغر الحاجز بالبالون
فغر الحاجز بالبالون (بالإنجليزية: Balloon septostomy)‏ هو اتساع الثقبة البيضوية، الثقبة البيضاوية السالكة واختصارها (بي أف أو)، أو عيب الحاجز الأذيني عن طريق قسطرة القلب باستخدام قسطرة بالون، يسمح هذا الإجراء بكمية أكبر من الدم المؤكسج لدخول الدورة الدموية في بعض حالات مرض القلب الزراقي الخلقي واختصاره (سي ايتش دي).
بعد إدخال القثطار، يتم تمرير القثطار البالوني المنكمشة من الأذين الأيمن من خلال الثقبة البيضوية أو عيب الحاجز الأذيني في الأذين الأيسر، ثم يتم نفخها وسحبها إلى الأذين الأيمن، وبالتالي توسيع الفتحة والسماح بكمية أكبر من الدم يمر بها، يُعد الفتح الناتج من صنع الإنسان أحد أشكال التحويلات، ويُشار إليه غالبًا باسم عيب الحاجز الأذيني.
هذا عادةً ما يكون إجراءً تلطيفًا يستخدم لتحضير المريض أو الاستمرار فيه حتى يمكن إجراء عملية جراحية تصحيحية، في هذا الوقت، يتم إغلاق عيب الحاجز الأذيني باستخدام الخيط الجراحي أو التصحيح القلبي، وهذا يتوقف على حجم وطبيعة الفتحة، غالبًا ما يكون الإجراء غير ناجح عند الرضع والأطفال الأكبر سناً من شهر واحد بسبب الحاجز الكثيف.